# Kostel Narození Panny Marie (Jakartovice)
Kostel Narození Panny Marie v Jakartovicích je římskokatolický jednolodní barokní farní kostel postavený v roce 1755. Je chráněn jako kulturní památka České republiky.

## Historie
Kostel byl vybudován v roce 1755. Před kostelem je barokní socha sv. Jana Nepomuckého z roku 1725.

## Interiér
Hlavní oltář ze 3. čtvrtiny 18. století s obrazem Narození Panny Marie pravděpodobně z 19. století. Na bocích sochy sv. Barbory a sv. Tekly.